# منتخب النمسا لهوكي الحقل للسيدات
منتخب النمسا الوطني لهوكي الحقل للسيدات هو ممثل النمسا الرسمي في المنافسات الدولية في هوكي الحقل للسيدات.